# Uvariastrum pynaertii
Uvariastrum pynaertii är en kirimojaväxtart som beskrevs av De Wild. Uvariastrum pynaertii ingår i släktet Uvariastrum och familjen kirimojaväxter. Inga underarter finns listade i Catalogue of Life.